# Искра (1911 – 1912)
Вижте пояснителната страница за други значения на Искра.
„Искра“ е двуседмично политическо и литературно списание, издавано в Солун от 1911 до 1912 година от дейци на бившия Съюз на българските конституционни клубове.
От списанието излизат 15 броя. Главен редактор е Георги Баждаров, а в редакцията влизат още Борис Мончев, Анастас Разбойников, Стоян Попсимеонов и Кирил Пърличев. Печатано е в печатницата на Коне Самарджиев.
„Искра“ критикува младотурската политика по националния въпрос. По време на парламентарните избори в началото на 1912 година редакцията на „Искра“, заедно с тези на „Вести“ и „Право“ се оформя като един от българските политически центрове. Трите редакции формират Централна избирателна комисия, която има задача да организира българското население на базата на единна платформа. В началото на февруари тази платформа е публикувана в „Искра“. Тя е в духа на програмите на двете разпуснати български политически партии и в нея се иска ново административно деление на национален принцип и създаване на изборни областни събрания. Дейците около трите редакции се ориентират към предизборен съюз с опозицията и трите издания критикуват младотурската политика като опасна за българските национални интереси и изобщо за националната идентичност на нетурските народи в империята. Платформата не успява да постигне единство на българските политически субекти – на нея се противопоставя групата около Сребрен Поппетров и вестник „Истина“, както и туркофилската група около Панчо Дорев и вестник „Светлина“.
Издаването на „Искра“ е преустановено в навечерието на Балканската война.